# Nombre de Womersley
 (octobre 2023).
Si vous disposez d'ouvrages ou d'articles de référence ou si vous connaissez des sites web de qualité traitant du thème abordé ici, merci de compléter l'article en donnant les références utiles à sa vérifiabilité et en les liant à la section « Notes et références ».
Le nombre de Womersley {\displaystyle (Wo)} est un nombre sans dimension utilisé en mécanique des fluides pour caractériser l'effet d'un écoulement pulsé avec les forces visqueuses. Ce nombre a des applications en biomécanique notamment en modélisation du flux sanguin dans les artères.
Ce nombre porte le nom du mathématicien britannique John R. Womersley (en) (1907-1958).
On le définit de la manière suivante :
{\displaystyle Wo=L_{c}{\sqrt {\frac {\omega }{\nu }}}}
avec :
- ω - Fréquence angulaire
- ν - Viscosité cinématique
- Lc - Longueur caractéristique